# Garness
Garness es un dúo musical noruego formado por las hermanas gemelas Hildegunn Garnes Reigstad e Ingelin Reigstad Norheim nacidas el 29 de marzo de 1984, en Holsnøy al norte de Bergen. Son nietas del famoso poeta noruego Halldis Reigstad.
Hildegunn e Ingelin, además de ser multi-instrumentistas forman parte del internacional y reconocido Oslo Gospel Choir en el que han interpretado importantes canciones cristianas como solistas y grupo.

## Trayectoria
En el año 2008 lanzaron su primer material discográfico titulado The Good or Better Side of Things, este material fue grabado en su mayoría en la sala de su casa bajo la producción del músico y productor noruego Torjus Vierli.
Posteriormente graban su segundo álbum en estudio Barnet i krybben para el año 2009, un álbum con villancicos navideños muy conocidos como «Stille Natt» (versión noruega de «Noche de paz») y «Hellige Natt» (versión noruega de «O Holy Night»); incluye algunos temas inéditos como «Barnet i krybben» y otros de su autoría como «The Shepherd Song». Este disco ha sido reconocido por los críticos noruegos por ser un disco diferente, personal y con un ambiente navideño, un disco orientado al Folk-Pop.
En 2010 participaron como músicos en el disco Bryllups- og begravelsesorkester y en el año 2012 en el álbum Villa Nordrakk del cantautor e intérprete noruego Sigvart Dagsland. En el mismo año 2012, Hildegunn colaboró en los coros y percusiones para el álbum Jeg Har Vel Ingen Kjærere de Anne Gravir Klykken.
Han colaborado con la cantautora internacional Marit Larsen como músicos y coros durante las giras promocionales de If a song could get me you y Spark. En 2012, Garness grabó a dueto con Marit el tema «Her kommer dine arme små».
Actualmente se encuentran en proceso de composición para lo que será su próximo material discográfico, aún sin título y fecha de lanzamiento.

## Discografía

### Álbumes
- The Good or Better Side of Things (2008)
- Barnet i krybben (2009)
- TBD (2014)

### Colaboraciones
- Her kommer dine arme små (con Marit Larsen)

### Videografía
- Cuando lanzaron su disco The Good or Better Side of Things realizaron un video casero del tema «Typical You» en el cual se mostraba el proceso de grabación del disco y del tema en la sala de su casa.
- En el año 2011 realizaron una sesión acústica en el estudio donde interpretaban el villancico «Hellige Natt».
- En 2012 lanzaron un video con la sesión acústica del tema navideño «The Shepherd Song».